# Lavoura

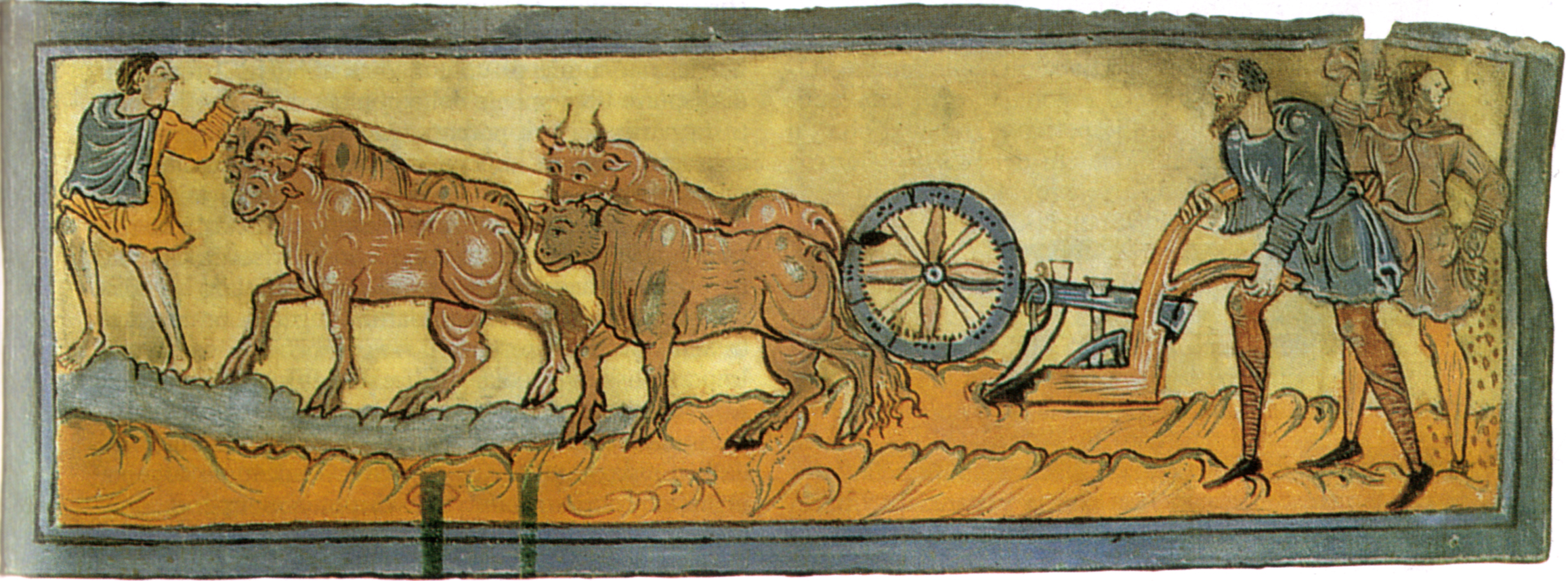
Calendário (l'aratura). Miniatura (ca. 1000), Cotton ms. Tiberius B. V., f. 3r., Londres, The British Library.

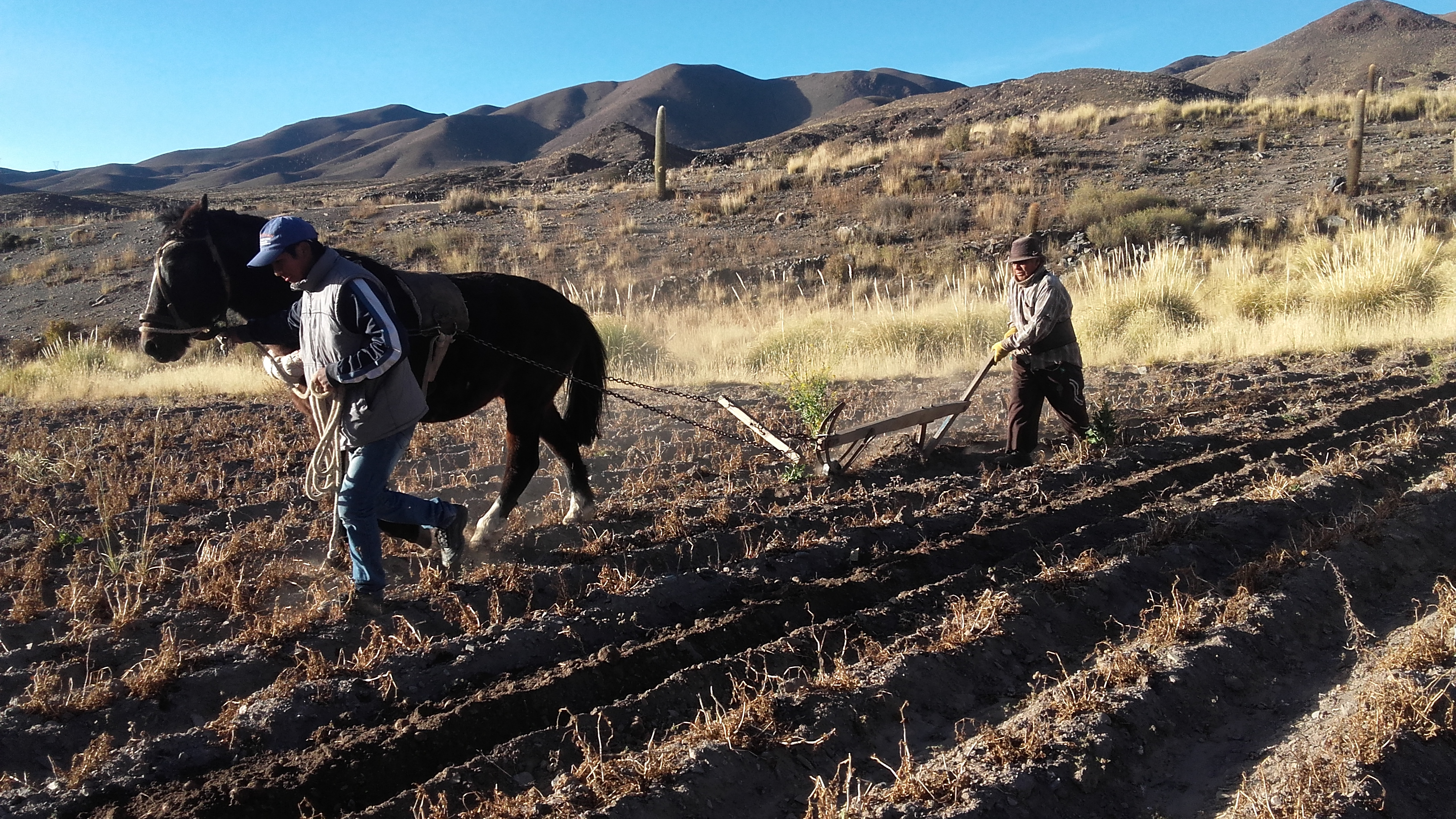
Arando terras na Quesera. Avariada do Touro. Salta

A lavoura é a operação agrícola consistente em traçar sulcos mais ou menos profundos na terra com uma ferramenta de mão ou com um arado. A ação de lavrar a terra mediante um arado é referida como «arar». A palavra «lavrar» deriva do latim laborāre, que tinha o significado genérico de trabalhar.
Entre as funções da lavoura encontram-se facilitar a circulação do água para uma irrigação correcta, destruir as más ervas, fazer menos compacta a terra adequando-a assim para a sementeira agrícola, melhorar a estrutura e textura do solo, evitar o encharcamento provocado por altas precipitações pluviais e o uso como controle biológico já que os insectos e vermes ficam a nível superficial e vêm os depredadores a se alimentar deles. Arar a terra várias vezes, emparelhando para formar superfície de plantação dá-se em lugares onde as condições climáticas não permitem preparar o solo previamente temperaturas baixos, chuvas.

## Intensidade de lavoura
- Lavoura convencional ou tradicional: é o trabalho do solo anterior a sementeira com maquinária (arados) que corta e inverte total ou parcialmente os primeiros 15 cm de solo. O solo se revolve, aérea e mistura, o que facilita o rendimento de água, a mineralização de nutrientes, a redução de pragas e malezas em superfície. Mas também se reduz rapidamente a cobertura de superfície, se aceleram os processos de degradação da matéria orgânica e aumentam os riscos de erosão. Geralmente, a lavoura convencional implica mais de uma operação com corte e invertimento do solo.

- Lavoura mínima ou conservacionista: implica o trabalho anterior à sementeira com um mínimo de passadas de maquinária anterior ao seu corte (rastros, rastro duplo, rastros de dentes, cultivador de campo). Provoca-se a aireação do solo, mas há menor invertimento e misturado deste. Aceleram-se os processos de mineralização de nutrientes mas a menor ritmo que no caso anterior. Ficam mais resíduos vegetais em superfície e ancorados na massa do solo; por tanto, o risco de erosão é menor.

- Lavoura zero ou sementeira direta: não se trabalha o solo sinão que se semeia directamente depositando a semente num corte vertical de poucos centímetros que se realiza com uma lâmina circular ou sapata de corte. Uma roda compacta a semente no sulco de semeia para permitir seu contacto com o solo húmido. Esta técnica exige controlar as malezas com herbicidas antes da sementeira, e também fertilizar como a mineralização natural dos nutrientes do solo se torna muito lenta. É o melhor sistema para evitar a erosão do solo. Sua maior restrição arraia no uso de substâncias químicas que podem contaminar as águas, ademais nos últimos anos se provocou uma intensa compactação que trouxe aparelhado problemas hídricos regionais causando inundações alguns destes problemas se puderam visualizar na províncias de Argentina como Santa Fé e Buenos Aires.

- Agricultura de precisão: tem como propósito fazer o melhor uso de insumos (produtos agro-químicos, combustíveis, sementes, etc.). Procura evitar uma utilização excessiva em áreas de pouco potêncial e defeituosa nas de maior produtividade. Baseia-se em preparar mapas de aptidão e de rendimento. Os primeiros, de natureza estática, descrevem o potencial do campo em função da topografia e a qualidade do solo (textura, profundidade, contido de matéria orgânica, nutrientes, etc.). Os segundos obtêm-se durante a colheita mediante instrumental conectado a satélites que regista o rendimento em grão dos lotes de maneira instantânea e muito precisa. Com essa informação, pode-se controlar a dosificação de fertilizantes e fazer em virtude do potencial dos solos e a geografia. Se a informação espacial relevada da colheitas integra-se a outros mapas indicativos da presença de malezas (particularmente as perenes), pode-se guiar também a dosificação de produtos químicos que combatem malezas e outras pragas.

## Evolução histórica da lavoura
O uso do arado romano, normalmente de madeira e de tracção animal (bois ou équidos) perdurou até à mecanização agrária do século XX. A partir de então os arados mecânicos e os tractores permitiram arar a terra com uma maior profundidade, algo que pode dar passo a processos erosivos de perda do solo.
Na actualidade a tendência é a lavrar menos e aplicar técnicas como lavrar perpendicularmente à pendente, com o objeto de reduzir a erosão. O uso de herbicidas ou de gadanhadoras permite atualmente prescindir das enchadas para eliminar a má erva. Estudos recentes demonstram que lavrar só temporariamente aumenta a infiltração de água e que o balanço hídrico é mais favorável se não se perturba a terra. Ademais não lavrar permite que os cultivos perennes tenham mais raízes perto da superfície.
Trabalhar o solo para realizar as suas sementeiras com o fim obter o alimento foi uma das primeiras preocupações do homem. As primitivas ferramentas foram construídas toscamente de madeira, osso e pedras com as que se removia um pequeno sulco. Desta maneira, a área que se podia trabalhar e semear era muito limitada.
O lavrado era quando faziam sulcos nas terras fértiles para depois poder semear, este trabalho se fazia com um arado de madeira ou de metal.